# Szopki
Szopki (ukr. Шопки) – wieś na Ukrainie w rejonie lwowskim (wcześniej w rejonie złoczowskim) obwodu lwowskiego.

## Historia
Pod koniec XIX w. grupa domów, karczma i folwark wsi Unterwalden w powiecie przemyślańskim.